# کوبورن (پنسیلوانیا)
کوبورن (به انگلیسی: Coburn) یک منطقهٔ مسکونی در ایالات متحده آمریکا است که در پنسیلوانیا واقع شده‌است. کوبورن ۰٫۹۹ کیلومتر مربع مساحت و ۲۳۶ نفر جمعیت دارد و ۳۱۳٫۹۵ متر بالاتر از سطح دریا واقع شده‌است.